# Barthélémy Brunon
Pour les articles homonymes, voir Brunon.
Barthélémy Brunon est un homme politique français né le 8 mai 1836 à Rive-de-Gier (Loire) et mort le 8 juillet 1896 à Rive-de-Gier.
Élève de l'École des arts et métiers (Aix, 1852) puis Maitre de forges, il est conseiller municipal, et sénateur de la Loire de 1888 à 1896, siégeant à gauche.

## Sources
- « Barthélémy Brunon », dans Adolphe Robert et Gaston Cougny, Dictionnaire des parlementaires français, Edgar Bourloton, 1889-1891 [détail de l’édition]
- « Barthélémy Brunon », dans le Dictionnaire des parlementaires français (1889-1940), sous la direction de Jean Jolly, PUF, 1960 [détail de l’édition]